# Henri Abraham
Pour les articles homonymes, voir Abraham (patronyme).
Henri Azariah Abraham, né le 12 juillet 1868 dans le 1er arrondissement de Paris et mort le 22 décembre 1943 à Auschwitz, est un physicien français, professeur à l'École normale supérieure et à l'université de Paris, qui a joué un rôle important dans les débuts de la radioélectricité.

## Biographie
Henri Abraham est le fils de John Abraham, changeur de monnaie d'origine juive, et de son épouse Aimée Delpuget. Après de brillantes études secondaires au collège Chaptal, il fait de 1886 à 1889 des études supérieures scientifiques à l'École normale supérieure (ENS), où il suit les conférences de physique de Jules Violle et de Marcel Brillouin, et à la faculté des sciences de Paris, où il suit les cours de physique de Gabriel Lippmann et d'Edmond Bouty et obtient les licences ès sciences physiques et ès sciences mathématiques. Il rencontre Charles Fabry au cours des séances de préparation du concours d'agrégation de physique organisées au laboratoire d'enseignement de la physique à la Sorbonne et est lauréat du concours de 1889. Il est alors nommé pour un an préparateur au laboratoire de physique de l'École normale supérieure, alors dirigé par Jules Violle, où il réalise ses travaux de thèse pour le doctorat ès sciences physiques « Nouvelle détermination du rapport entre les unités électromagnétiques et électrostatiques » qu'il soutient en 1892. Il est professeur au collège Chaptal (nov. 1890- sept. 1894), puis au lycée Louis-le-Grand (sept. 1894-nov 1900).
Chargé de conférences à l’ENS à partir de 1897 (1899-1900 3e année), il est nommé maître de conférences de physique en novembre 1900, il donne alors les conférences de 2e année avec Marcel Brillouin, puis il prend en charge les conférences de 1re année. Il succède également à Jules Violle comme directeur du laboratoire de physique de l'école. Il est directeur de laboratoire à l'École pratique des hautes études de 1904 à 1905. Après le rattachement de l'ENS à l'université de Paris, il est nommé le 1er novembre 1904 chargé de cours de physique à la Faculté des sciences de Paris délégué à l'ENS, puis professeur titulaire de physique en 1912. Il est professeur d'échange au Brésil en 1922. Il est mis à la retraite en octobre 1937, date à laquelle il obtient l'honorariat. Eugène Bloch prend sa succession, comme directeur du laboratoire de physique, tandis que Pierre Auger lui succède pour les conférences de physique.
Il fut secrétaire général de la Société française de physique de 1900 à 1912, puis son président en 1922. Fondateur, avec le général Ferrié, de la Société des radioélectriciens en 1921, il lui succédera comme président en 1934. Il sera aussi président de la Société chronométrique de France à partir de 1932, et en 1934 secrétaire général de l'Union internationale de physique pure et appliquée (IUPAP).
Arrêté par la Milice dans la nuit du 23 juin 1943, à Aix-en-Provence, pour être livré à la Gestapo puis emmené à Marseille, il arrive le 7 décembre à Drancy avant d'être déporté depuis la gare de Bobigny par le "Convoi no  63" du 17 décembre au camp d'extermination d'Auschwitz, où il fut probablement tué dès son arrivée, le 22 décembre 1943.

## Œuvre scientifique
Encore étudiant à l'ENS, Henri Abraham fut fasciné par les premières expériences de Heinrich Hertz en 1888, sur les ondes radioélectriques (ou ondes hertziennes) qui vérifiaient les prédictions des équations de Maxwell, établies en 1864. Toute sa vie scientifique sera consacrée à des approfondissements et applications de la théorie électromagnétique.
Dans sa thèse, il réalise une nouvelle mesure du rapport entre les unités de charge électrique, utilisées à cette époque dans les deux systèmes d'unités CGS électrostatique et CGS électromagnétique (rapport égal à la vitesse de propagation des ondes, d'après Maxwell). Il en déduit une valeur de cette vitesse, dont la précision (environ 1/2000) est au niveau des expériences réalisées par les meilleurs physiciens de l'époque.
En 1899-1900, il mesure les constantes de temps très courtes du phénomène de Kerr, quelques milliardièmes de seconde, en les comparant avec la durée de propagation de la lumière sur une longueur de l'ordre du mètre. Entre 1911 et 1914, il réalise les premières mesures de la vitesse effective de propagation des ondes, à partir des durées de propagation entre stations éloignées (collaboration avec Alexandre Dufour et G. Ferrié).
Mobilisé en 1914 au Service de télégraphie militaire, sous la direction du commandant Ferrié, il réalise, en collaboration avec Eugène Bloch, les premiers amplificateurs électroniques pour la réception des ondes radio, et les premiers appareils de mesure précise des fréquences radio, qui seront opérationnels dès 1916 dans les armées française et anglaise, et dans l'armée américaine après 1917.
Après la guerre, Abraham a aidé son ancien élève Alexandre Dufour à réaliser les premiers appareils préfigurant nos modernes oscillographes cathodiques, et permettant d'enregistrer les oscillations des ondes radio de fréquences élevées. Il a aussi dirigé la thèse de Pierre Fleury (1921).
Dans la thèse de son élève Jean Mercier (en 1923), on mesure simultanément, avec précision, la fréquence f d'une onde radio et sa longueur d'onde L (distance parcourue par l'onde pendant la durée d'une période T = 1/f); on en déduit la vitesse de la lumière c = L/T = L.f, avec une précision inégalée de 1/10.000 ; cette méthode de mesure, appliquée après la seconde guerre mondiale en 1973, avec des techniques modernes, a permis d'obtenir une précision de neuf chiffres significatifs, qui a conduit à un changement de la définition du mètre.

## Publications
- Sur une nouvelle détermination du rapport gamma entre les unités électromagnétiques et électrostatiques, thèse de doctorat en sciences physiques, sous la direction de Gabriel Lippmann et Edmond Bouty, Paris, Gauthier-Villars, 1892.
- Recueil d'expériences de physique, avec la collaboration de nombreux physiciens ; 1re édition 1904, 2e édition 1923, chez Gauthier-Villars.
- Les quantités élémentaires d'électricité : ions, électrons, corpuscules, avec Paul Langevin, Gauthier-Villars, Paris, 1905. Texte en ligne sur LillOnum
- Recueil de constantes physiques, avec Paul Sacerdote, éditions Gautier-Villars, 1913.
- Cours général de TSF théorique et expérimental : radiotélégraphie militaire, Paris, 1914-1920.
- Notice sur les travaux scientifiques d'Henri Abraham, Paris, Gauthier-Villars, 1934.
- Jubilé de Marcel Brillouin : mémoires originaux offerts à Marcel Brillouin à l'occasion de son 80ème anniversaire, introduction par Henri Villat, Paris, Gauthier-Villars, 1935.

## Distinction
- Officier de la Légion d'honneur[2]